# 美味しさの物語 幸福の一皿
『美味しさの物語 幸福の一皿』（おいしさのものがたり こうふくのひとさら）は、BS朝日で2012年4月13日から2013年3月22日まで毎週金曜日に放送された料理番組。

## 内容
中村吉右衛門が『主宰者』となり、日本国内にあふれる数々の料理を深く掘り下げ、編纂する『幸福のメニュー』に加えていくというもの。
原則として一つの料理をテーマとし、さらにその中で2種類（庶民的なもの・高級なもの、など）を取り上げ、両者を『対決』させるような形式で番組を進める。ただし、それぞれの良さを紹介するためであり、優劣を決めるわけではない。
VTRではグルメエッセイストや料理研究家などが、料理を実際に食しながら、特徴や魅力などを語る。吉右衛門はその合間に登場し、ナレーターの槇大輔と会話しながら、そのメニューを探求していく。時には思い出の店など、自らの思い入れなどを話すときもある。
番組の最後には吉右衛門直筆の「幸福のメニュー」を映す。その後、吉右衛門の歌舞伎等の公演情報を紹介するのが通例となっている。

## 出演
- 中村吉右衛門 - 主宰者（司会）
- 槇大輔 - ナレーション

## スタッフ
- 構成：武田浩、山下直美
- TD・カメラ：河野健之
- カメラ：野村次郎
- VE：矢作和彦、丹野基樹
- AUD：伊藤康明
- 照明(LD)：徳武道博、田中岳
- 美術：馬場啓友（フジアール）
- スタイリスト：佐藤ミサキ
- ヘアメイク：高橋亜子、近藤ゆみえ
- 編集：笹原隆基
- EED：室井智之
- MA：井上滋
- 音効：片山由理
- タイトルデザイン：沼田千恵子
- 技術協力：TSP、共立ライティング、Kカンパニー
- テーマ曲：「君がいるテーブル」西原大介
- 音楽協力：BS朝日サウンズ
- 協力：松竹株式会社
- ブレーン：本多由紀子
- リサーチ：TWINS
- 広報：田中久美香（BS朝日）
- デスク：石井晴美（BS朝日）
- AP：前田弘美
- AD：山本勲
- ディレクター：塙汐理、三ツ木仁美、香山直美、尾崎敦朗、林大輔、戸田直秀 ほか
- プロデューサー：岡田亮・岡田佳治・鈴木真人（BS朝日）、阪本明・鈴木博・塙汐理
- 制作：BS朝日・ViViA